# Selección juvenil de rugby de Japón
La selección juvenil de rugby de Japón es el equipo juvenil de rugby regulado por la Japan Rugby Football Union (JRFU).
En los últimos años ha competido en el Campeonato Mundial (torneo de primer nivel) o en el Trofeo Mundial (segundo nivel) cuya edad mínima es de 20 años, antiguamente también compitió de los extintos mundiales para menores de 19 y de 21.

## Uniforme
La camiseta principal del equipo japonés es a franjas horizontales rojas y blancas, short y medias negras. En cuanto a la de alternativa es azul y short y medias blancas.

## Palmarés
- Trofeo Mundial (3): 2014, 2017, 2019[1]

- Asia Rugby U19 (5): 2010, 2011, 2012, 2013, 2024

## Participación en copas
| - Sudáfrica 2002: 9.º puesto - Inglaterra 2003: 11.º puesto - Sudáfrica 2005: 11.º puesto - EAU 2006: 11.º puesto - Irlanda del Norte 2007: 12.º puesto - Asia Rugby U19 2010: Campeón invicto - Asia Rugby U19 2011: Campeón invicto - Asia Rugby U19 2012: Campeón invicto - Asia Rugby U19 2013: Campeón invicto - Oceania Junior Championship 2015: 4.º puesto (último) - Oceania Junior Championship 2019: 4.º puesto (último) - Europeo M18 2017: 3.º puesto | - Gales 2008: 15.º puesto - Japón 2009: 15.º puesto - Italia 2015: 10.º puesto - Inglaterra 2016: 12.º puesto (último) - Francia 2018: 12.º puesto (último) - Italia 2020: Cancelado - Sudáfrica 2023: 12.º puesto - Georgia 2026: A disputarse - Rusia 2010: 2.º puesto - Georgia 2011: 2.º puesto - Estados Unidos 2012: 2.º puesto - Chile 2013: 4.º puesto - Hong Kong 2014: Campeón - Uruguay 2017: Campeón invicto - Brasil 2019: Campeón invicto - Escocia 2024: 3.º puesto |